# Luís de Ataíde, 5º Conde de Atouguia
D. Luís de Ataíde foi o quinto conde de Atouguia.
Era filho de D. João Gonçalves de Ataíde, 4º Conde de Atouguia e de Mariana de Castro.
Morto em 1639, foi senhor de Peniche, Monforte, Vinhais, Sernache, Lomba e Ilha Deserta, capitão-mor de Leiria e comendador de Santa Maria de Olivença.
Casou (segundo casamento) com D. Filipa de Vilhena (morta em Lisboa em 1º de abril de 1651) filha e herdeira de D. Jerónimo Coutinho, nomeado vice-rei da Índia, que não aceitou a nomeação; conselheiro de Estado e presidente do Desembargo do Paço, e de sua esposa D. Luísa de Faro.  Já viúva, resoluta e briosa, teve conhecimento dos preparativos da revolução de 1º de dezembro de 1640, e aconselhou a seus filhos aderir e partilhar os perigos de seus irmãos em fidalguia e em nacionalidade.
Seu filho caçula foi D. Francisco Coutinho, a quem a mãe armou cavaleiro, enviando-o a combater pela independência. O primogênito,  D. Jerónimo de Ataíde, tornou-se o 6º conde de Atouguia.